# Dòra
Dore-l'Église és un municipi francès situat al departament del Puèi Domat i a la regió d'Alvèrnia-Roine-Alps. L'any 2007 tenia 647 habitants.

## Demografia

### Població
El 2007 la població de fet de Dore-l'Église era de 647 persones. Hi havia 294 famílies de les quals 86 eren unipersonals (33 homes vivint sols i 53 dones vivint soles), 102 parelles sense fills, 86 parelles amb fills i 20 famílies monoparentals amb fills.
La població ha evolucionat segons el següent gràfic:
Habitants censats

### Habitatges
El 2007 hi havia 556 habitatges, 291 eren l'habitatge principal de la família, 168 eren segones residències i 97 estaven desocupats. 520 eren cases i 30 eren apartaments. Dels 291 habitatges principals, 253 estaven ocupats pels seus propietaris, 32 estaven llogats i ocupats pels llogaters i 6 estaven cedits a títol gratuït; 3 tenien una cambra, 10 en tenien dues, 48 en tenien tres, 92 en tenien quatre i 138 en tenien cinc o més. 222 habitatges disposaven pel capbaix d'una plaça de pàrquing. A 122 habitatges hi havia un automòbil i a 138 n'hi havia dos o més.

### Piràmide de població
La piràmide de població per edats i sexe el 2009 era:
| Homes | Edats   | Dones |
| ----- | ------- | ----- |
| 0     | 95 o +  | 0     |
| 0     | 90 a 94 | 0     |
| 0     | 85 a 89 | 8     |
| 0     | 80 a 84 | 0     |
| 24    | 75 a 79 | 28    |
| 8     | 70 a 74 | 28    |
| 20    | 65 a 69 | 12    |
| 20    | 60 a 64 | 36    |
| 20    | 55 a 59 | 12    |
| 24    | 50 a 54 | 8     |
| 28    | 45 a 49 | 16    |
| 48    | 40 a 44 | 32    |
| 20    | 35 a 39 | 36    |
| 28    | 30 a 34 | 12    |
| 8     | 25 a 29 | 16    |
| 16    | 20 a 24 | 4     |
| 48    | 15 a 19 | 16    |
| 20    | 10 a 14 | 36    |
| 4     | 5 a 9   | 12    |
| 16    | 0 a 4   | 16    |

## Economia
El 2007 la població en edat de treballar era de 398 persones, 296 eren actives i 102 eren inactives. De les 296 persones actives 261 estaven ocupades (147 homes i 114 dones) i 34 estaven aturades (17 homes i 17 dones). De les 102 persones inactives 48 estaven jubilades, 14 estaven estudiant i 40 estaven classificades com a «altres inactius».

### Ingressos
El 2009 a Dore-l'Église hi havia 288 unitats fiscals que integraven 643,5 persones, la mediana anual d'ingressos fiscals per persona era de 14.584 €.

### Activitats econòmiques
Dels 28 establiments que hi havia el 2007, 9 eren d'empreses de fabricació d'altres productes industrials, 3 d'empreses de construcció, 5 d'empreses de comerç i reparació d'automòbils, 1 d'una empresa de transport, 3 d'empreses d'hostatgeria i restauració, 2 d'empreses immobiliàries, 4 d'empreses de serveis i 1 d'una empresa classificada com a «altres activitats de serveis».
Dels 6 establiments de servei als particulars que hi havia el 2009, 2 eren fusteries, 1 electricista, 2 restaurants i 1 agència immobiliària.
Dels 2 establiments comercials que hi havia el 2009, 1 era una gran superfície de material de bricolatge i 1 una botiga de menys de 120 m².
L'any 2000 a Dore-l'Église hi havia 45 explotacions agrícoles que ocupaven un total de 817 hectàrees.

## Equipaments sanitaris i escolars
El 2009 hi havia una escola elemental.

## Poblacions més properes
El següent diagrama mostra les poblacions més properes.